# Blue (Angela Aki)
Blue è un album in studio della cantante giapponese Angela Aki, pubblicato nel 2012.

## Tracce
1. Aiueo (アイウエオ)
2. Kokuhaku (告白)
3. Foolish Love
4. Koi no Kakehiki (恋の駆け引き)
5. Cry
6. In My Blood
7. You and I
8. Monster (モンスター)
9. Kokoro no Tenkiyohou (心の天気予報)
10. factory
11. Yoake Mae no Inori (夜明け前の祈り)
12. Blue
13. One Family ~Uchuu no Nagisa~ (宇宙の渚)